# Choisel
Choisel är en kommun i departementet Yvelines i regionen Île-de-France i norra Frankrike. Kommunen ligger i kantonen Chevreuse som tillhör arrondissementet Rambouillet. År 2022 hade Choisel 537 invånare.

## Befolkningsutveckling
Antalet invånare i kommunen Choisel
| Referens: INSEE |